# Тезебина
Тезебина (азерб. Təzəbinə), ранее — Норагюх, Нюрагюх, Норакюх (азерб. Noraküh, азерб. Noragüğ, азерб. Нораҝүғ, арм. Նորագյուղ), ранее — Кешишкенд (азерб. Keşişkənd), Кешишкенд-Норакюг, — село в Ходжалинском районе Азербайджана. Является центром Тезебининского сельского административно-территориального округа.

## География
Село Тезебина является центром Тезебининского сельского административно-территориального округа Ходжалинского района. При этом в состав этого сельского административно-территориального округа входят также и сёла Гышлаг, Сардаркенд, Шальва.
Село расположено в предгорной местности, в 12 км к северо-западу от посёлка Аскеран, недалеко от райцентра Ходжалы, села Пирляр и участка магистральной трассы Аскеран — Ханкенди. 

## История

### Период Азербайджанской ССР
В советский период село называлось Норагюх (или Нюрагюх). Являлось центром одноимённого сельсовета, входившего в состав Степанакертского района Нагорно-Карабахской автономной области (НКАО) Азербайджанской ССР. 
Указом Президиума Верховного Совета Азербайджанской ССР от 15 мая 1978 года утверждено решение исполнительного комитета областного Совета народных депутатов Нагорно-Карабахской автономной области о переносе центра Степанакертского района из города Степанакерт (ныне Ханкенди) в рабочий посёлок Аскеран и переименовании Степанакертского района в Аскеранский район. В результате село оказалось в составе Аскеранского района НКАО Азербайджанской ССР.
После второй половины 1970-х годов село было газифицировано, а газопровод пролегал относительно недалеко от села. Осенью 1987 года, в селе была сдана в эксплуатацию электромельница.

### Карабахский конфликт
2 сентября 1991 года на совместной сессии Нагорно-Карабахского областного и Шаумяновского районного Советов народных депутатов была принята декларация о провозглашении Нагорно-Карабахской Республики в границах Нагорно-Карабахской автономной области и сопредельного Шаумяновского района Азербайджанской ССР.
26 ноября 1991 года Верховный Совет Азербайджана принял закон «Об упразднении Нагорно-Карабахской автономной области Азербайджана». Также законом упразднён Аскеранский район, образован Ходжалинский район с центром в городе Ходжалы. Территория упразднённого Аскеранского района передана в состав Ходжалинского района. 
Решением Милли Меджлиса Азербайджана от 29 декабря 1992 года село было переименовано в Тезебина. В настоящее время село называется Тезебина и является центром Тезебининского сельского административно-территориального округа Ходжалинского района Азербайджана.

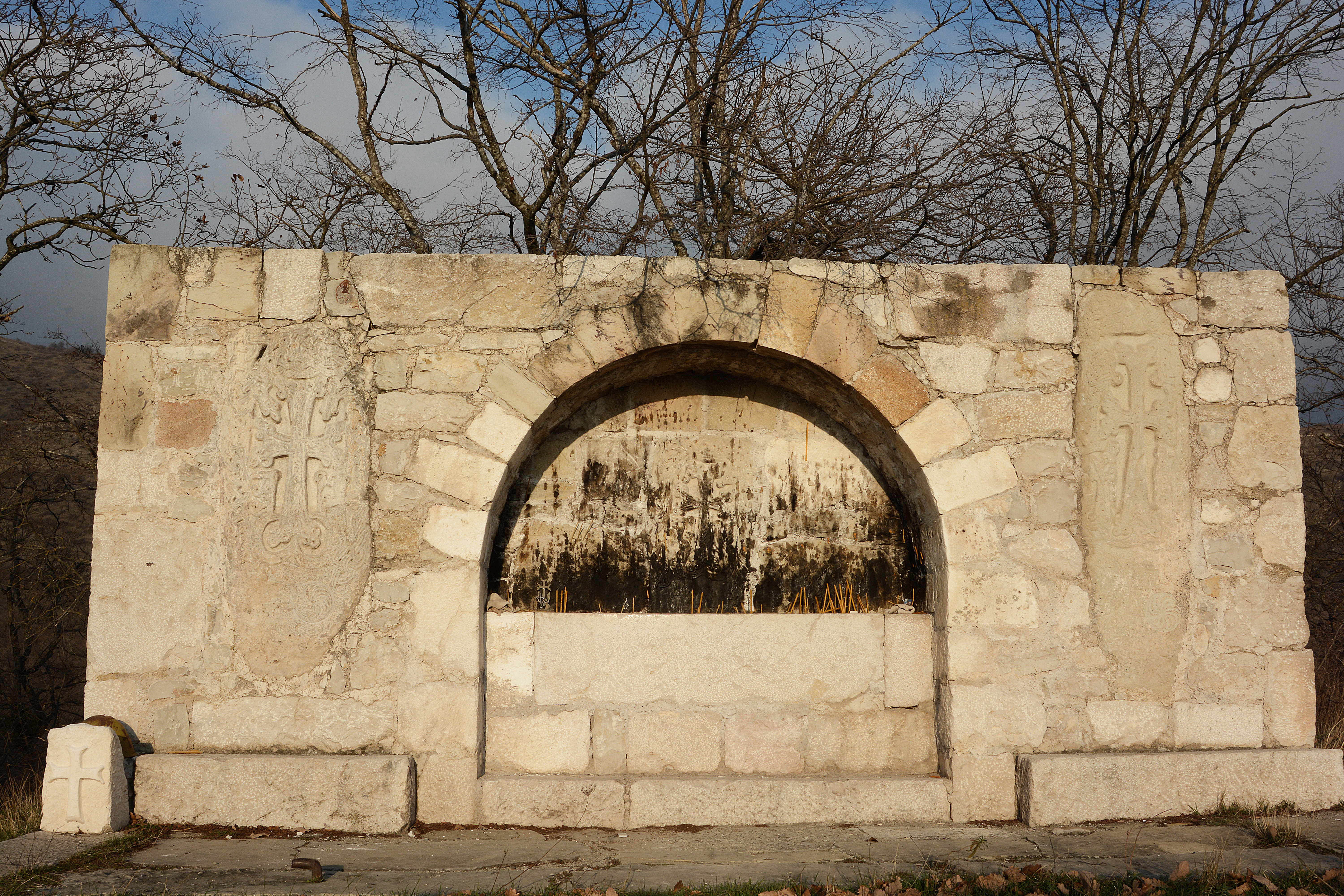
Святилище села, увенчанное двумя хачкарами

Село в 1992 году было занято армянскими вооружёнными формированиями в ходе Первой Карабахской войны и попало под контроль непризнанной Нагорно-Карабахской Республики (НКР), в составе которой продолжало именоваться Норагюх (арм. Նորագյուղ) и входило в состав Аскеранского района НКР.
В ходе конфликта 18 сентября 1990 года село атаковали советские боевые вертолёты Ми-24, с целью подавить опорные пункты армянских вооружённых формирований. Неизвестно, пострадали ли вооружённые, но в селе погибла одна женщина, 7 человек были ранены.
В конце июня 2007 года произошло наводнение в связи с ливнями и прорывом плотины. Село было восстановлено.
Согласно Трёхстороннему Заявлению в ночь с 9 по 10 ноября 2020 года, подписанному по итогам Второй Карабахской войны, село перешло под контроль Российских миротворческих сил.
В результате боевых действий в сентябре 2023 года Азербайджан восстановил свой контроль над селом.

### Современный период
В селе ведутся восстановительные работы. Село обеспечено электроэнергией, природным газом, питьевой водой, высокоскоростным интернетом.
Восстановлена 10-киловольтная линия электропередачи протяжённостью 15,5 км. Проложен газопровод протяжённостью 11,4 км. Восстановлен действовавший ранее газопровод протяжённостью 1,2 км.
Реконструировано водохранилище емкостью 300 м3, водопроводная сеть. Проложена линия связи протяжённостью 16 километров. В селе обеспечены телефонная связь, интернет, IPTV. 
Заасфальтированы 3100 метров дорог.
Создан парк площадью 1 гектар.

## Население
На 1908 год село Кешишкенд (Норакюг) имело население 1498 человек, со значительным преобладанием армянского населения․ В 1911 году — указано 370 жителей, так же преимущественно армяне. В 1983 году здесь проживало 955 человек.
Беженцы из села временно проживали в различных районах Азербайджана, преимущественно в общежитиях, санаториях и административных зданиях. 14 июля 2025 года в село возвращена первая группа вынужденных переселенцев из 125 человек (28 семей).

## Экономика
В советский период население села занималось виноградарством, животноводством и зерноводством. В селе были средняя школа, библиотека, медицинский пункт.

## Галерея

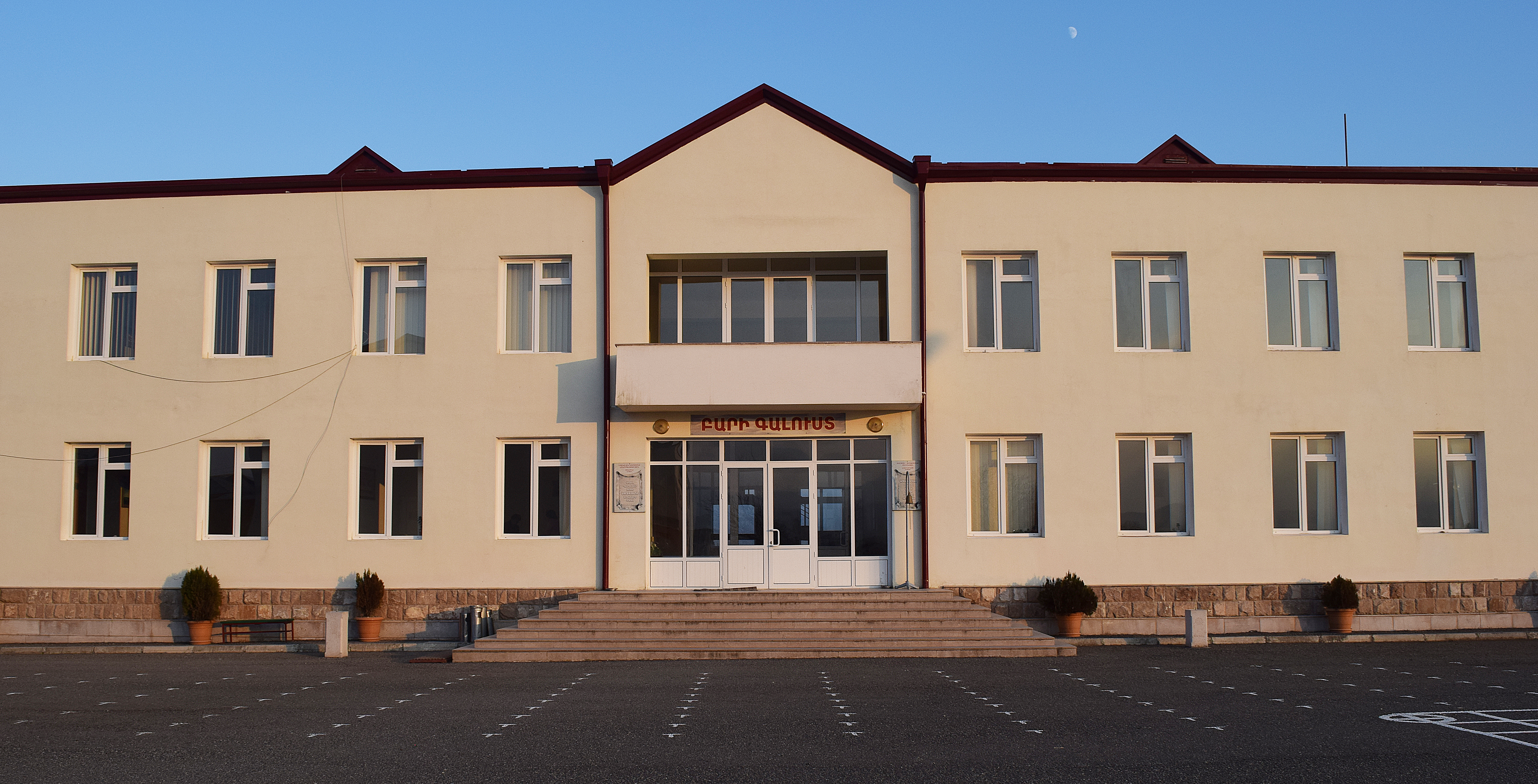
Школа. На армянском написано: «Добро пожаловать»
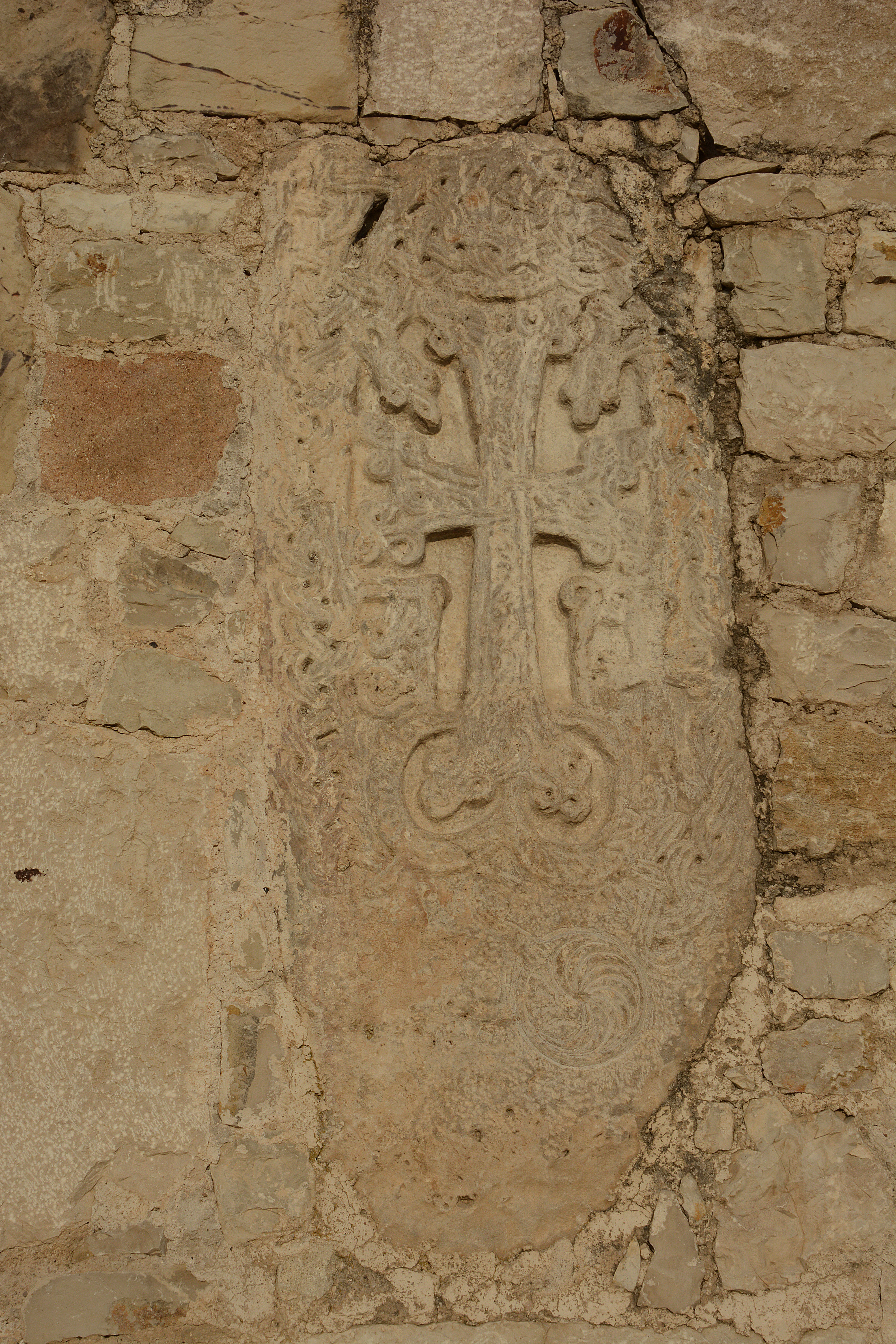
Хачкар
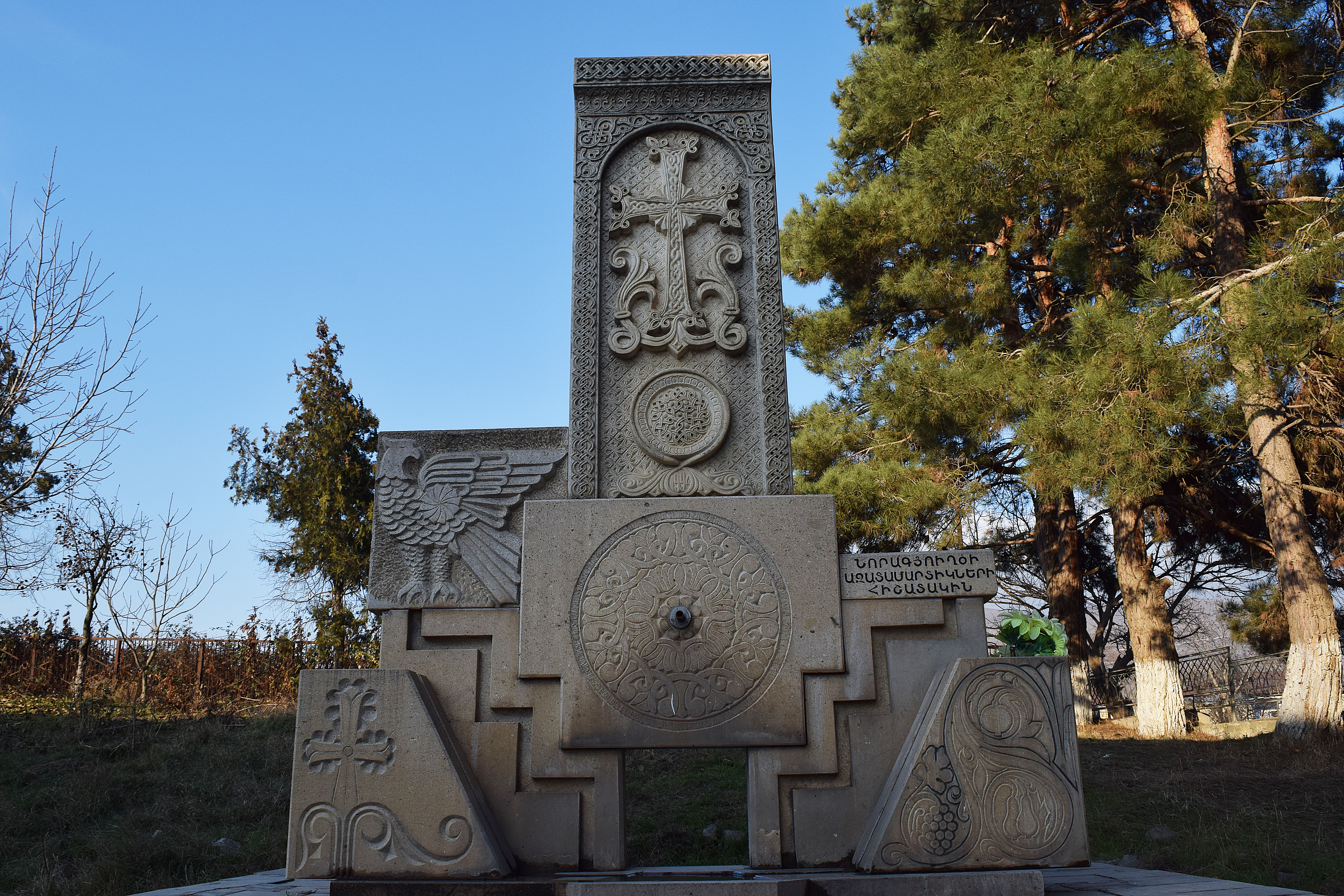
Памятник погибшим односельчанам
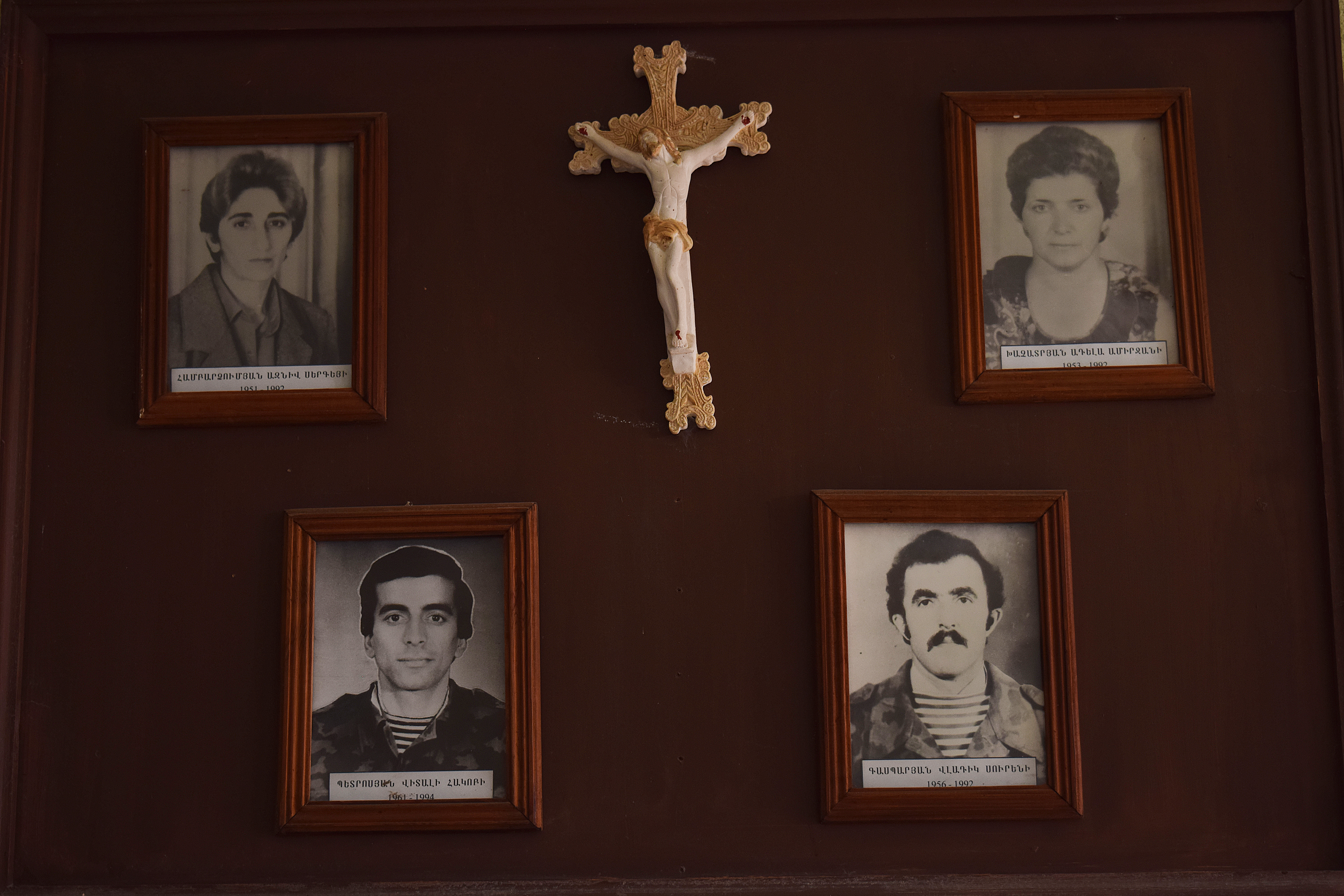
Погибшие во время Карабахской войны — жители села, армяне
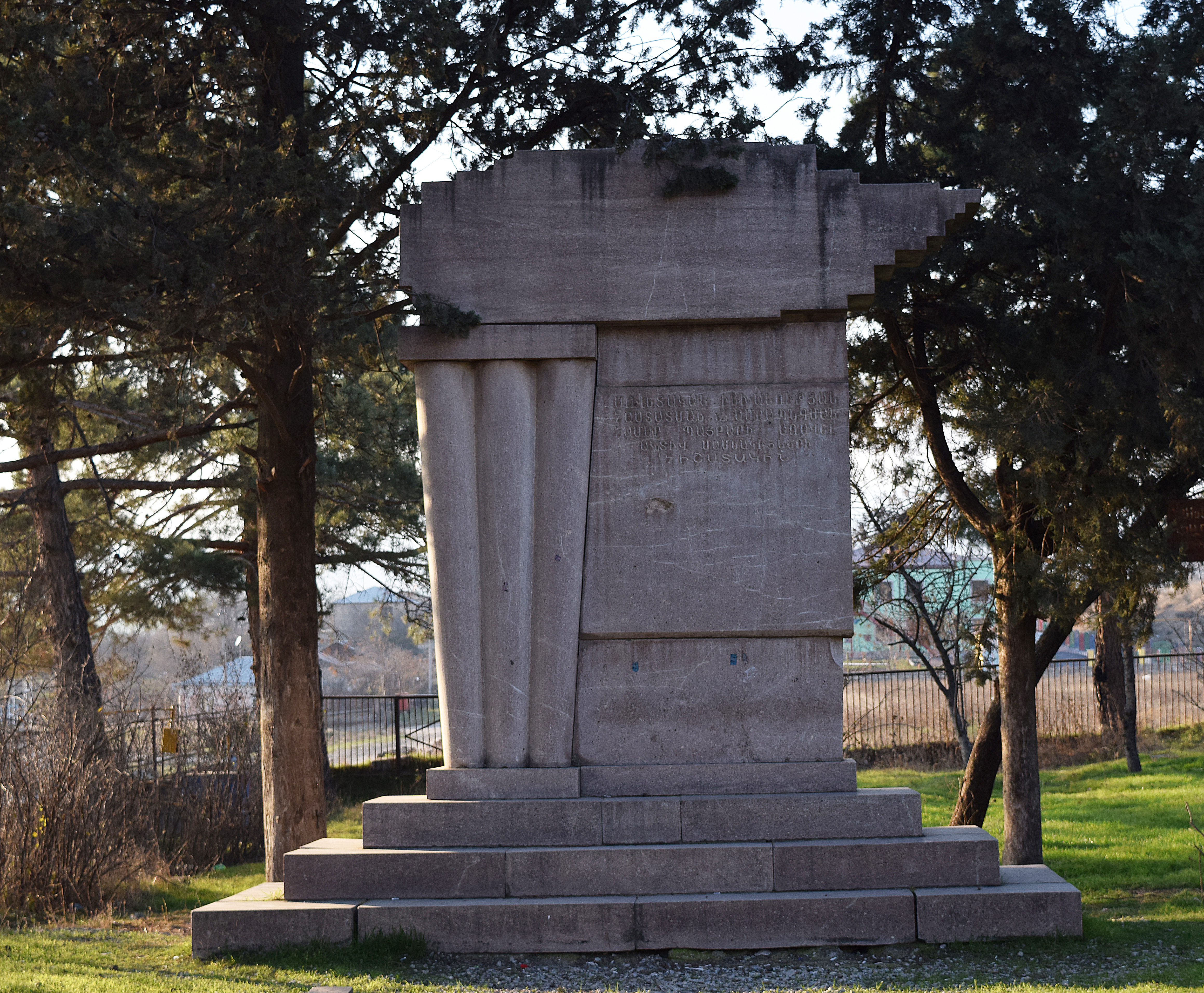
Памятник периода Советского Союза. На армянском написано: «Памяти погибших за установление советской власти»